# 대구효동초등학교
대구효동초등학교는 대한민국 대구광역시 동구 효목동에 있는 공립 초등학교이다.

## 역사
- 1990-05-17 대구효동초등학교 설립 인가
- 1990-09-01 대구효동초등학교 개교(18학급)
- 1996-03-01 대구효동초등학교로 명칭 변경
- 1997-03-01 병설 유치원 설립(1학급), 특수학급 설립(1학급)
- 2000-08-25 교실 4칸 증축 및 서쪽 현관 개설
- 2000-08-25 체육장 시설 확충 및 운동장 급수대 설치
- 2002-04-01 교재원 및 관찰지 설치
- 2006-03-01 제10대 김부기 교장 부임
- 2007-11-14 해맞이 도서관 개관
- 2008-03-01 유치원 종일반 신설
- 2008-03-01~2010-02-28 대구광역시교육청지정 통합교육 시범학교 운영(2년간)유치원 종일반 신설
- 2008-12-31 교실 내벽 도색
- 2010-02-12 제19회 졸업식(졸업생 총수 1,938명)
- 2010-03-01 제11대 김장환 교장 부임
- 2010-04-13 돌봄 교실 개관
- 2010-08-23 영어 체험교실 개관
- 2011-03-01 15학급(특수1 포함), 병설유치원1(종일반1)
- 2012-03-01 제12대 유양희 교장 부임
- 2012-09-01 창문 및 창틀 교체공사 완료
- 2012-09-18 해마루 강당 개관
- 2014-02-14 제23회 졸업식(졸업생 66명, 총2,202명)
- 2014-03-01 11학급 편성(특수학급1), 어울림시범학교 운영